# Brianna Keilar
Brianna Marie Keilar (Canberra, 21 september 1980) is een Australisch-Amerikaans politiek commentator en journaliste. Sinds eind april 2021 presenteert ze CNN's ochtendprogramma New day in samenwerking met John Berman. Daarvoor werkte ze in diverse andere functies in Washington D.C. voor CBS en CNN, onder andere als Witte Huis-correspondent.

## Biografie
Keilars vader Glenn is een Australiër en haar moeder Miriam was een Amerikaanse. Ten tijde van Brianna's geboorte was het gezin gestationeerd in Australië. In 1982 emigreerde het gezin naar de Verenigde Staten, waar het zich vestigde in Orange County (Californië).
Keilar behaalde in 1998 haar einddiploma aan de Mission Viejo High School. Aan de Universiteit van Californië - Berkeley behaalde ze in 2001  bachelorgraden in massacommunicatie en psychologie.
Keilar begon haar omroepcarrière in Yakima bij CBS-dochter KIMA. Ook was ze co-presentator van het ochtendprogramma Billy, Blue and Brianna Onderweg, evenalsThe Morning Zoo op de muziekzender KFFM. Zij stapte daarna over naar CBS News, waar ze werkzaam was als presentator, verslaggever en producent. Ook was ze er invalkracht voor CBS News Overnight Cast, Up to the Minute en freelance-verslaggever voor de weekendeditie van CBS Evening News,
Na CBS trad Keilar toe tot CNN als correspondent voor CNN Newssource, waar zij breaking news en reportages uit de hoofdstad van het land presenteerde voor de ongeveer 800 CNN News-partnerzenders. Als correspondent in algemene dienst van het netwerk bestreek zij een breed spectrum aan onderwerpen, waaronder de schietpartij op Virginia Tech op 16 april 2007, waar zij als eerste CNN-correspondent ter plekke was.
Als echtgenote van een militair begon Keilar in 2019 een column met de titel Home Front te schrijven, waarin zij verhalen over families van militairen vertelt en waarin zij probeert de tegenstelling tussen burgers en militairen te overbruggen.
Keilar is gehuwd met Fernando Lujan, militair bij de Special Forces. Het paar heeft een zoontje, geboren in 2018.

## Onderscheidingen
- Als Congres-verslaggever verwierf Keilar de National Press Foundation Everett McKinley Dirksen Award for Distinguished Reporting of Congress voor haar verslaglegging eind 2008  over de $700 miljard reddingsoperatie van de banken.[4]
- Als Witte Huis-verslaggever tijdens het presidentschap van Obama werd haar in 2014 de White House Correspondents' Association's  Aldo Beckman Memorial Award  toegekend voor haar verslag van het uitrollen van Obamacare.[5]